# Nymphalis bimaculata
Nymphalis bimaculata är en fjärilsart som beskrevs av Tempel 1924. Nymphalis bimaculata ingår i släktet Nymphalis och familjen praktfjärilar. Inga underarter finns listade i Catalogue of Life.